# Žut
Žut ist eine Insel in der Gespanschaft Šibenik-Knin in Kroatien. Sie hat eine Fläche von 14,83 km² und ist damit die zweitgrößte Insel der Kornaten. Auf der Insel gibt es keine Einwohner mit ständigem Wohnsitz. Alle Behausungen auf der Insel sind Ferienwohnungen oder saisonale Gaststätten. Im Nordosten der Insel befindet sich ein ausgebauter Jachthafen.
Žut liegt zwischen den beiden Inseln Pašman und Kornat. Der Žutski Kanal im Westen und der Sitski Kanal im Osten bilden die Meeresgebiete entlang der Insel. Die 45,9 km lange Küste der Insel fällt meist sehr steil ins Meer und ist durchsetzt von zahlreichen Buchten. Der höchste Gipfel der Insel ist der 155 m hohe Gubavac. 
Žut hat eine karge Vegetation und ist großteils mit Macchien bewachsen. Durch die landwirtschaftliche Nutzung der Insel finden sich dort Olivenbäume, Feigenbäume und Weinreben.